# Teemu Heino
Teemu Heino (Kokemäki, 15 de diciembre de 1976) es un deportista finlandés que compitió en taekwondo. Ganó tres medallas en el Campeonato Europeo de Taekwondo entre los años 2000 y 2005.
Participó en los Juegos Olímpicos de Atenas 2004, donde finalizó undécimo en la categoría de +80 kg.

## Palmarés internacional
| Campeonato Europeo | Campeonato Europeo | Campeonato Europeo | Campeonato Europeo |
| Año                | Lugar              | Medalla            | Categoría          |
| ------------------ | ------------------ | ------------------ | ------------------ |
| 2000               | Patras (Grecia)    | Medalla de bronce  | +84 kg             |
| 2002               | Samsun (Turquía)   | Medalla de bronce  | +84 kg             |
| 2005               | Riga (Letonia)     | Medalla de plata   | +84 kg             |